# Восток (Ішимбайський район)
Восто́к (рос. Восток, башк. Восток) — присілок у складі Ішимбайського району Башкортостану, Росія. Входить до складу Ішеєвської сільської ради.
Населення — 223 особи (2010; 190 в 2002).
Національний склад:
- росіяни — 42%
- татари — 30%